# Melanis melaniae
Melanis melaniae is een vlindersoort uit de familie van de prachtvlinders (Riodinidae), onderfamilie Riodininae.
Melanis melaniae werd in 1930 beschreven door Stichel.